# Sattawat Sethakorn
Sattawat Sethakorn (ศตวรรษ เศรษฐกร; RTGS: Sattawat Setthakon); sinh ngày 26 tháng 4 năm 1982, nghệ danh là Tae (tiếng Thái: เต๊ะ; RTGS: Te) hoặc tên tiếng Hoa là Tang Chenyu (tiếng Trung: 唐宸禹; bính âm: Táng Chényǔ, tiếng Việt: Đường Thần Vũ), là một diễn viên, ca sĩ người Thái Lan hoạt động trong ngành giải trí bằng tiếng Trung. Anh bắt đầu sự nghiệp tại Thái Lan, chuyển đến Đài Loan từ thập niên 2000, và từ đó anh cũng hoạt động tại thị trường Trung Quốc.

## Sự nghiệp
Tại độ tuổi 19, Sethakorn quyết định chuyển tới Đài Loan để phát triển sự nghiệp của mình. Anh nhanh chóng cải thiện ngôn ngữ tiếng Hoa của mình, chỉ thỉnh thoảng cần sự trợ giúp biên dịch trong quá trình làm việc của mình.

## Đời sống cá nhân
Sethakorn sinh ra tại Kanchanaburi, Thái Lan. Nhà ngoại của anh là người gốc Triều Châu và gốc Đài Loan, trong khi nhà nội là người Thái bản địa. Bố mẹ anh ấy là giáo viên. Anh có một người em nhỏ hơn anh ba tuổi. Anh học trung học tại trường Sethaburbampen, sau đó tốt nghiệp tại Đại học Srinakharinwirot ngành cử nhân nghệ thuật sau khi hoàn thành tất cả các khóa học bắt buộc chỉ trong hai năm. Anh kết hôn và tổ chức tại Nhật Bản vào tháng 6 năm 2013. và ly hôn vào năm 2016.

## Danh sách phim ảnh

### Phim truyền hình tại Thái
| Năm  | Tên tiếng Thái     | Tiêu đề                    | Vai trò        | Kênh      | Ghi chú | Cùng với |
| ---- | ------------------ | -------------------------- | -------------- | --------- | ------- | -------- |
| 1998 | รักทีนเอจต้องเกรดเอ   |                            |                | Channel 5 |         |          |
| 1998 | ยุ่งนักรักซะเลย        | Yung Nak Ruk Sa Loei       | Ging           | Channel 3 |         |          |
| 1998 | ลุ้นรักทะลุมิติ          |                            |                | Channel 5 |         |          |
| 1999 | เจนนี่ นางสาวจำเป็นฮ่ะ | Jenny Nang Sao Jum Pen     | Jenny          | Channel 3 |         |          |
| 2004 | มังกรเดียวดาย        | Lonely Dragon              |                | Channel 5 |         | [ 2 ]    |
| 2005 | คุณชายจำแลง         | Khun Chai Cham Laeng       | Chakphonro/Pan | Channel 5 |         |          |
| 2020 | ขอเกิดใหม่ใกล้ ๆ เธอ  | Nguyện tái sinh gần bên em | Kla            | One 31    | Vai phụ |          |

### Phim truyền hình
| Năm | Tên tiếng Thái | Tiêu đề | Vai trò | Kênh   | Ghi chú | Cùng với |
| --- | -------------- | ------- | ------- | ------ | ------- | -------- |
| 20  |                |         |         | One 31 |         |          |

### Sitcom
| Năm  | Tên tiếng Thái | Tiêu đề | Vai trò | Kênh                   | Ghi chú | Cùng với |
| ---- | -------------- | ------- | ------- | ---------------------- | ------- | -------- |
| 2011 | สามสาวเจ้าเสน่ห์  |         |         | Channel 9 MCOT HD (30) |         |          |

### Phim truyền hình tại Trung Quốc
Danh sách này không đầy đủ, bạn cũng có thể giúp mở rộng danh sách.
| Năm  | Tên tiếng Trung       | Tiêu đề                                             | Vai trò | Kênh                                        | Ghi chú       | Cùng với |
| ---- | --------------------- | --------------------------------------------------- | ------- | ------------------------------------------- | ------------- | -------- |
| 2001 | 偷偷愛上你            | Taiji Prodigy                                       |         | EBC東森綜合, ET Jacky, 中視無線台, TVB Jade |               |          |
| 2002 | 绝世双骄              | The Legendary Siblings 2                            |         | CTS                                         | Wuji          |          |
| 2002 | 偷偷愛上你            | In Love :: แอบ...รักเธอสุดหัวใจ                        |         | CTS                                         | Zhang Cuishan |          |
| 2004 | 绝对计划              |                                                     |         | Ch                                          |               |          |
| 2004 | 新九品芝麻官          | Hail the Judge                                      |         | GRT Pearl River Channel                     |               |          |
| 2004 | 小謝與秋容            |                                                     |         | Ch                                          |               |          |
| 2005 | 天外飛仙 (電視劇)     | The Little Fairy :: อภินิหารดาบมังกรสะท้านพิภพ           |         | CTV, ATV                                    | Fu yuanbao    |          |
| 2005 | 惡靈05                | Evil Spirit 05                                      |         | GTV                                         |               |          |
| 2006 | 戀愛女王              | Love Queen                                          |         | CTS                                         |               |          |
| 2006 | 天使情人              | Angel Lover                                         |         | SCC                                         | Sunny         |          |
| 2007 | 聊斋奇女子            | The Fairies of Liaozhai                             |         | AHTV                                        |               |          |
| 2008 | 大唐游俠傳            | Datang Youxia Zhuan                                 |         | Ch                                          |               |          |
| 2008 | 大唐游侠传 (电视剧)   | Paladins in Troubled Times                          |         | CCTV                                        | Kongkong'er   |          |
| 2008 | 鹿鼎記 (2008年電視劇) | Royal Tramp                                         |         | Jiangsu TV                                  |               |          |
| 2010 | 女媧傳說之靈珠        | The Holy Pearl                                      |         | ZJSTV                                       | Wei Liao      |          |
| 2011 | 大唐女將樊梨花        | Legend of Fan Liwa                                  |         | Shenzhen TV/SETV                            |               |          |
| 2011 | 西游记 (2011年电视剧) | Tây du ký (2011)                                    |         | Shenzhen TV/SETV                            |               |          |
| 2012 | 刁蠻俏御醫            | Unruly Qiao                                         |         | JXTV/HNTV,/OpenResty!/SETV                  |               |          |
| 2013 | 薛丁山 (电视剧)       | ซิติงซาน ทายาทขุนศึกสะท้านแผ่นดิน                          |         | SRT                                         |               |          |
| 2014 | 刘海砍樵 (2014年)     | อภินิหารรักจิ้งจอกขาว                                    |         | CCTV-8                                      |               |          |
| 2014 | 新济公活佛            | New Mad-Monk                                        |         | HTV                                         |               |          |
| 2015 | 反恐特战队            | Anti-terrorism Special Forces I ∷ ทีมระห่ำ พิฆาตทรชน 1 |         | Dragon TV/Chongqing TV                      |               |          |
| 2016 | 幸福又見彩虹          | 幸福又見彩虹                                        |         | SZTV-1 HD/CHOCO TV                          |               |          |
| 2017 | 反恐特战队之猎影      | Anti-terrorism Special Forces II ∷ ทีมระห่ำพิฆาตทรชน 2 |         | JSTV                                        |               |          |

## Điện ảnh
- 2006: Go! Go! G-Boys
- 2016: The Golden Doll[7]

## Danh sách đĩa nhạc
- 1998 Teen 8 Grade A
- 1998 T-Speed
- 1999.7 守护天使
- 2000.7 再见，加州海滩